# Fómeque
Fómeque es un municipio colombiano del departamento de Cundinamarca, ubicado en la Provincia de Oriente, a 56 km al Oriente de Bogotá. 
Según el último censo general de población de Colombia, cuenta con 12.157 habitantes, de la cual alrededor del 64% es rural. Se ubica entre 1400 y 4.000 m s. n. m.; el casco urbano se halla a 1.895 m s. n. m.

## Toponimia

### Origen lingüístico[4]
- Familia lingüística: Chibcha
- Lengua: Muysccubun

### Significado
El topónimo «Fómeque» significa en muysc cubun (idioma muisca) «El Bosque de Zorros». En el libro Historia de Fómeque (Romero, 1960) se encuentra una interpretación para el nombre del municipio: En idioma muisca Fómeque quiere decir «Tu Bosque de los Zorros». Otro posible significado de fómeque es "el bosque del dios zorro" o "tu bosque del dios zorro".
Según Joaquín Acosta Ortegón, proviene de fo, que quiere decir «zorra»; me, significa «tu» y que o quie, «bosque». Fu o Fo era uno de los dioses muiscas, generalmente presentado por un zorro. Hasta los primeros años del siglo XVII se decía Fúmeque.

### Origen / Motivación
El nombre del municipio es de origen prehispánio y fue dado por los muyscas de la región. Los indígenas muyscas concedían a elementos de la naturaleza propiedades místicas y vitales de gran valor cultural; Fómeque era para ellos una región dominada por el dios Zorro, animal al que por sus características concedieron su territorio.
Fu o Fo era uno de los dioses muiscas, generalmente presentado por un zorro. Hasta los primeros años del siglo XVII se decía Fúmeque.

### Nombres históricos
- Santa Ana (1603)
- La Pura y Limpia Concepción de Nuestra Señora de Fómeque (1743).

## Símbolos

### Escudo
En el escudo se destacan las riquezas culturales. Su cuerpo ovalado y formado por un lazo está dividido diagonalmente por una faja verde. En él se encuentra lo más representativo del municipio.
En el segmento superior, lo correspondiente a la educación y el folclor, de manera especial su música. En el segmento inferior, se encuentra lo correspondiente a su economía, los sectores agrícola y ganadero.
El cóndor en la parte superior del escudo señala la superación alcanzada; en sus garras lleva una cinta con el lema «Paz y Progreso». Los gladiolos rojos son la flor municipal; estos se encuentran en la parte inferior externa del escudo y como anudándolos una cinta que lleva escrito el nombre del municipio.

### Bandera
Compuesta por una franja de color blanco, está dividida por una faja diagonal en color verde esmeralda. El color blanco significa la pureza y la paz que reina en el municipio y las gentes que lo habitan. La franja verde, del vértice izquierdo superior al vértice derecho inferior, indica la fertilidad del campo y la riqueza de la naturaleza.

## Historia
Se cita como fecha oficial de la fundación del municipio el 3 de diciembre de 1593, en el sitio llamado Bosabita, por el oidor Miguel de Ibarra y Mallea acompañado de su intérprete Juan Lara.
El nuevo pueblo de indios fue fundado por el oidor Luis Enríquez el 19 de junio de 1600, formado de la unión de tres poblamientos indígenas congregados en el sitio de Bosabita: Pausaga, Fúmeque y Susa. El 1 de mayo de 1601, Luis Enríquez contrató en Santafé al albañil Hernado Arias para construir una Iglesia. El 3 de abril de 1630 se contrató la construcción de una nueva con Alonso Rodríguez. En 1603 el Curato de Fómeque fue erigido en Vicaría con el nombre de Santa Ana de Fómeque. En 1662 era Cura Fray Fernando de Salcedo, año del cual datan las primeras partidas parroquiales.
En 1743 se cambió el nombre de Santa Ana de Fómeque por el de Pura y Limpia Concepción de Nuestra Señora de Fómeque. En la visita del fiscal Francisco Antonio Moreno y Escandón, de 9 de enero de 1779, fueron censados 111 indios; los vecinos, según informe del Cura Manuel Andrade, eran 1.720 repartidos en 354 familias. El viernes 18 de octubre de 1793 un terremoto causó graves daños en los pueblos de la Provincia de Oriente, particularmente en Fómeque, cuya iglesia quedó casi completamente destruida. De 1797 a 1799 fue Cura el célebre Andrés Rosillo.

## Geografía
Fómeque tiene una superficie de 55.565 ha, de las cuales 27.148 están declaradas como parque nacional, representando el 49% de su territorio, en donde alberga el área silvestre protegida más importante del Departamento de Cundinamarca y uno de los ecosistemas que mayores beneficios económicos le produce al país, generando más de 14 m³ de agua potable por segundo, el 15% de la energía hidroeléctrica del país, además de un sinfín de beneficios ambientales. Por su relieve montañoso se puede encontrar alturas que oscilan entre los 800 y 4.000 m s. n. m. contemplando ecosistemas variados con una valiosa diversidad en flora y fauna.

### Límites municipales
Fómeque está delimitado por los siguientes municipios:
| Noroeste: La Calera (Vereda Mundo Nuevo) | Norte: Junín (Vía rural Chingaza)  | Nordeste: Junín (Parque nacional natural Chingaza) |
| Oeste: Choachí y Ubaque (Río Negro)      |                                    | Este: Junín (Parque nacional natural Chingaza)     |
| Suroeste: Cáqueza                        | Sur: Quetame y El Calvario ( Meta) | Sureste: San Juanito ( Meta)                       |

## División Político-Administrativa

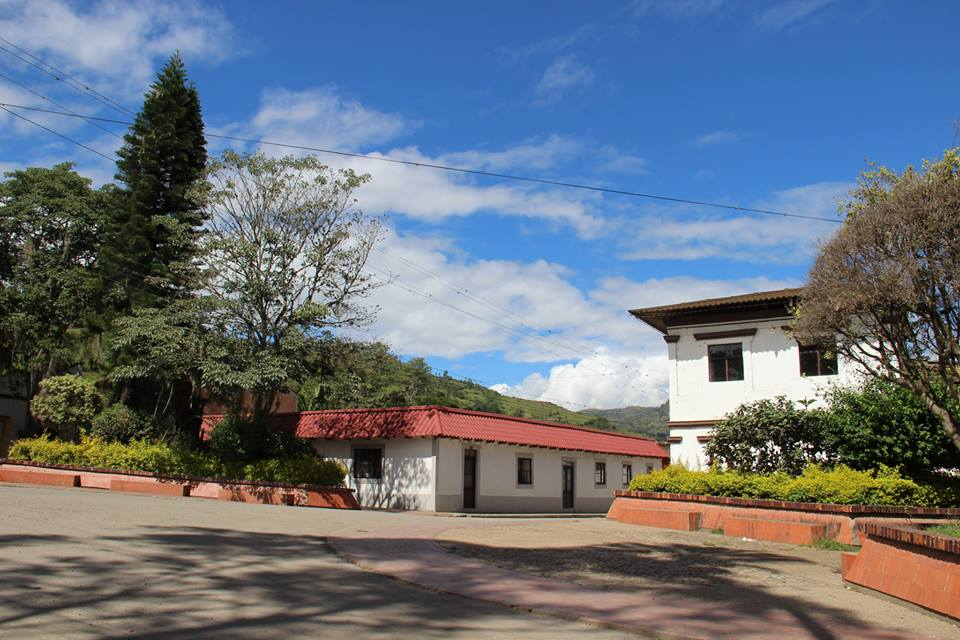
Centro poblado La Unión.

Aparte de su Cabecera municipal. Fómeque tiene bajo su jurisdicción el centro poblado La Unión.

### Veredas
Además, el municipio está compuesto con las siguientes veredas:
Carrizal, Chinia, Coacha, Coasavistá, Cuéqueta, Cuequetica, Gramal, Guachavita, Guane, Hatoviejo, La Cananea, La Chorrera, La Huerta, La Margarita, La Moya, La Pastora, Laderas, Lavadero, El Cerezo, Mortiñal, Paval, Ponta, Potrerogrande, Quebradablanca, Rionegro, Rioblanco, Resguardo, San Lorenzo, Susa, Tablón, Ucuatoque, El gramal y El Salitre.

## Economía
Fómeque es uno de los municipios del oriente de Cundinamarca que cuenta con gran movimiento y flujo de dinero gracias al empuje y emprendimiento de sus habitantes. El municipio se caracteriza por ser mini y microfundista, encontrando un 80% de la población con menos de dos hectáreas (2 ha), el 15% entre dos y cinco (2 –5 ha), el 3% de cinco a diez (5 –10 ha) y el restante mayor de diez hectáreas (> 10 ha). Aproximadamente el 75% de los productores es propietario de su predio y el 25% es arrendatario; se trabaja en compañía por los escasos recursos con los que cuentan para, la inversión y la limitación del recurso agua en época de verano, reduciendo la producción a la mitad del año. La población está dividida en dos grupos: los pequeños productores que se dedican a las labores agropecuarias y los que trabajan en los centros avícolas. Para los primeros, sus actividades agrícolas giran en torno al cultivo de la habichuela y el tomate que son los productos más comunes para sacar al mercado. Complementariamente en el campo pecuario, se atiende la ganadería y porcicultura a pequeña y mediana escala. En el sector avícola engancha mano de obra de la región con el salario mínimo. Los agricultores recurren en un 90% a los recursos del crédito y el 100% de estos al Banco Agrario o a particulares, con intereses elevados y con dificultades para realizar los pagos correspondientes.

## Turismo
- Alto de Las Cometas.
- Alto de Las Tres Cruces.
- Alto de Muscua.

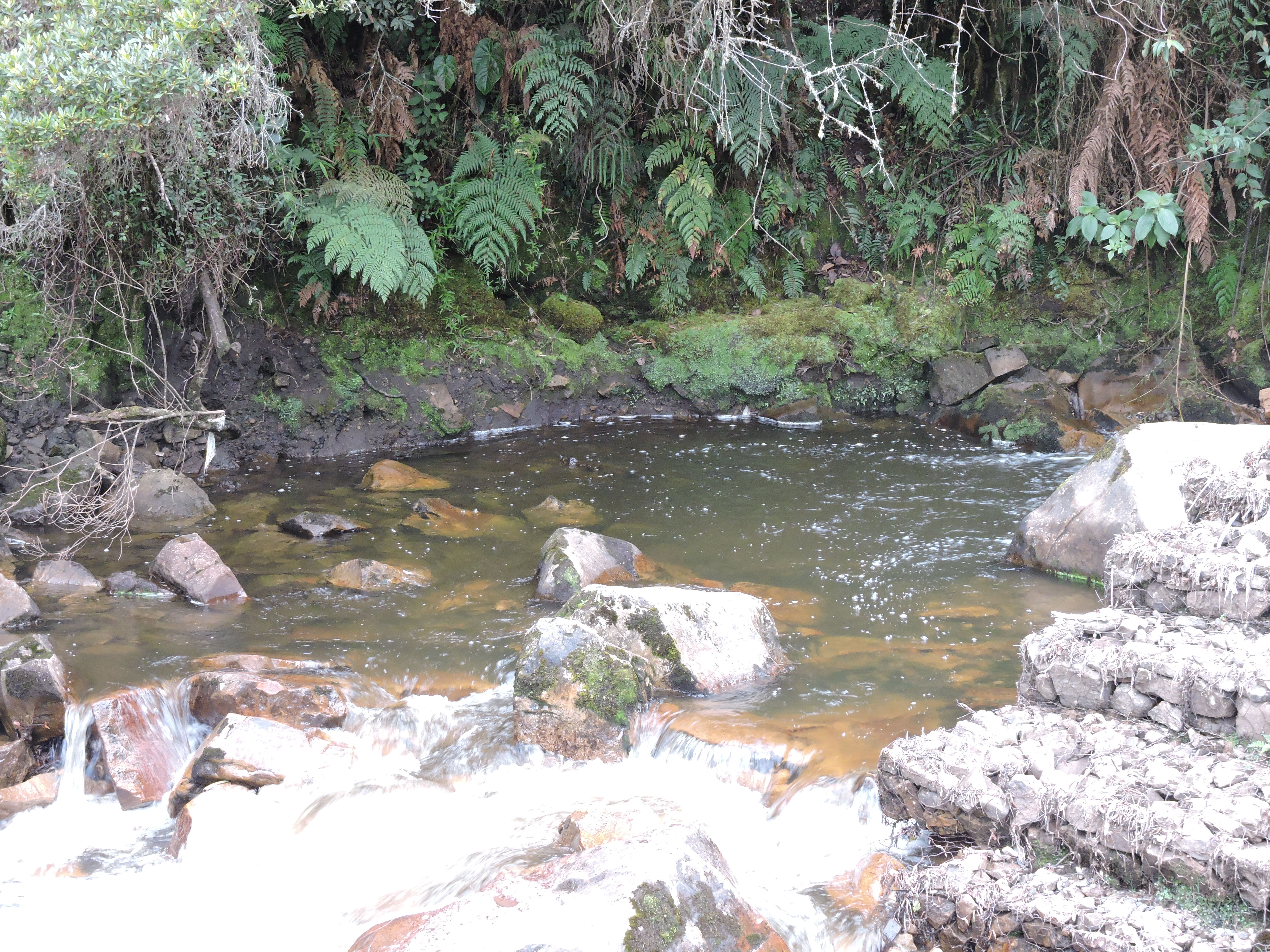
Manantial natural.

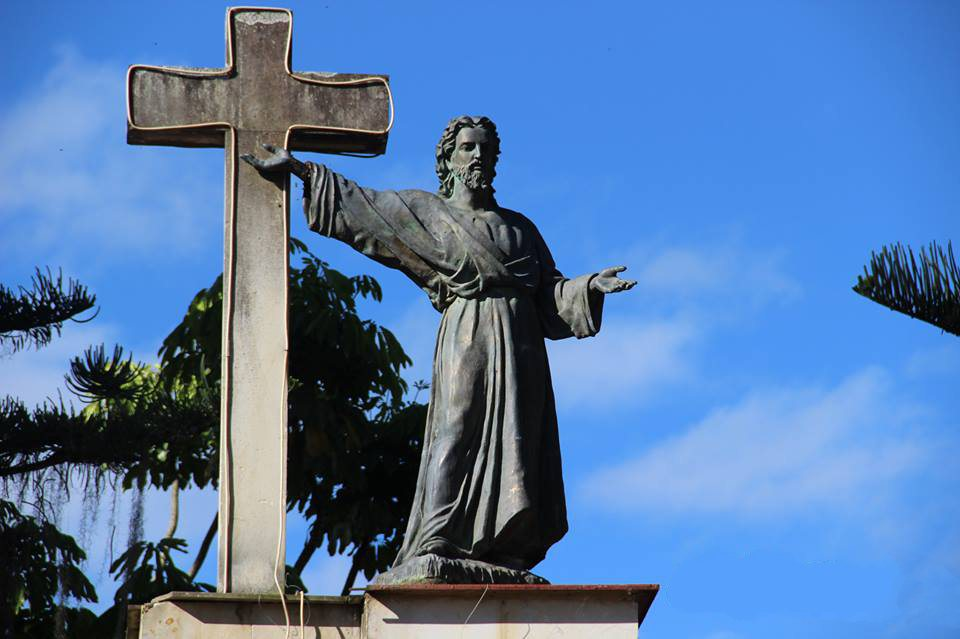
Monumento en el Parque Jesús Maestro.

- Artesanías: cerámicas, productos en fique, lana y madera.
- Capilla de La Unión.
- Hospedaje el terminal.
- Río de La Unión
- Casa de Miguel Abadía Méndez.
- Iglesia de La Inmaculada Concepción de María.
- Parque Jesús Maestro
- Parque nacional natural Chingaza - Laguna de Chingaza.
- La Cumbre.
- Finca Gachaquin.
- Fundación Manantial la Laja
- Corregimiento de La Unión, lugar donde se unen los dos principales ríos del municipio, el río Blanco y el río Negro

- En la primera década del siglo XXI se han dado diferentes iniciativas relacionadas con el turismo rural aprovechando su cercanía con Bogotá.

## Gastronomía
La gastronomía de los fomequeños contiene deliciosos platos como el pan de sagú, amasijos de harina de maíz, garullas, almojábanas, pan de yuca, sopa de maíz, fritanga entre otros.

## Deportes
- Ajedrez: La escuela de ajedrez es reconocida ampliamente a nivel departamental y nacional por sus múltiples campeonatos obtenidos en el Circuito de ajedrez de Cundinamarca. Fue campeona en el año 2013, 2014, 2016 y 2017. De igual forma han obtenido múltiples campeonatos nacionales en categorías menores. Además han participado en diferentes  competencias internacionales entre las cuales se destacan: Mundial escolar en Rumanía (2012), Mundial escolar en Brasil (2014), Centroamericano de ajedrez en el Salvador  (2016), Suramericano de la juventud en Perú (2018) y Panamericano escolar en Colombia (2019).
- Voleibol: Desde la década del 80 los equipos femeninos de voleibol del municipio han destacado por su disciplina y entrega. En varias oportunidades se han coronado campeonas de diferentes certámenes.
- Tenis de mesa: Es el deporte más destacado de Fómeque, Cundinamarca.

## Movilidad
El municipio de Fómeque se encuentra comunicado por carretera departamental que viene de Bogotá (desde la Avenidas Circunvalar y El Dorado) y a través de Choachí-Ubaque, conduce a La Unión y la cabecera municipal de norte a sur; de 7 m de ancho y una longitud de 56 km. También desde Villavicencio se accede por Caquezá a través de la Ruta Nacional 40 y luego la vía Choachí-Ubaque de sur a norte.

## Educación
- Institución Educativa Departamental Monseñor Agustín Gutiérrez.
- Institución Educativa Rural Departamental San Lorenzo
- Institución Educativa Departamental IPEBI

## Personas destacadas
En Fómeque nació José Eusebio Otálora, Presidente de Colombia entre 1882 y 1884.
En Fómeque nació José Antonio León Rey (Fómeque, 1903 - Bogotá, 1994), Miembro de la Academia Colombiana de la Lengua y de la Academia Colombiana de Jurisprudencia. Secretario General de la ASALE